# Lee Teng-hui
|  | Maskinoversættelse og/eller tvivlsomt indhold Denne sides indhold bærer præg af at være en maskinoversættelse og/eller meget dårligt og uklart formuleret. Det vurderes at sproget er så dårligt og eventuelt forkert eller til at misforstå, at det bør omskrives eller oversættes på ny. Du kan hjælpe med at oversætte til korrekt dansk i denne og lignende artikler. Hvis dette ikke sker inden for kort tid, kan en sletning komme på tale. Se evt. denne sides diskussionsside eller i artikelhistorikken. |

Lee Teng-hui (født 15. januar 1923 i Sanzhi District, Taipei, Taiwan, død 30. juli 2020) var en taiwanesisk politiker, der var den fjerde præsident i Republikken Kina (Taiwan) (1988-00) og formand for Kuomintang (KMT). Han var den første præsident i Republikken Kina, der var født på Taiwan og den første, er blev valgt ved et direkte valg. I Lees tid som præsident blev undtagelsestilstanden på øen ophævet, republikken omdannet til et demokrati, ligesom Lee var en stærk fortaler for Taiwanesisk uafhængighed af Kina og førte en ambitiøs udenrigspolitik for at opnå internationale alliancer for Taiwan.
Han blev i 1981 valgt som borgmester i Taipei.
Chiang Ching-kuo døde i januar 1988, og Lee lykkedes ham som præsident.
Den 23. marts 1996 blev Lee den første populært valgte ROC-præsident med 54% af afstemningen. Mange mennesker, der arbejdede eller boede i andre lande, lavede specielle rejser tilbage til øen for at stemme.
Efter Lee godkendte de nye dannede pan-grønne Taiwan Solidaritets Union kandidater, som partiet blev dannet af en del af hans KMT allierede, blev han udsat fra KMT den 21. september 2001. Lee har aldrig tænkt sig at blive medlem af KMT. Efter hans formandskab ændrer Lee sine politiske standpunkter for at godkende pan-grønne kandidater.
I 2013 ryddet en prøve af ham med deltagelse i en korruptionskandale.